# وزارة التسليح والاتصالات العامة
وزارة التسليح والاتصالات العامة وتعرف أيضا باسم (المالغ)، هي وزارة أحدثت سنة 1958 في الحكومة الجزائرية المؤقتة وترأسها عبد الحفيظ بوصوف وكان دورها تسليح الثوار الجزائريون لمحاربة الاستعمار الفرنسي وكانت تضم الضباط الفارين من الجيش الفرنسي، كانت هذه الوزارة تتبع للحكومة المؤقتة الجزائرية.

## تاريخ

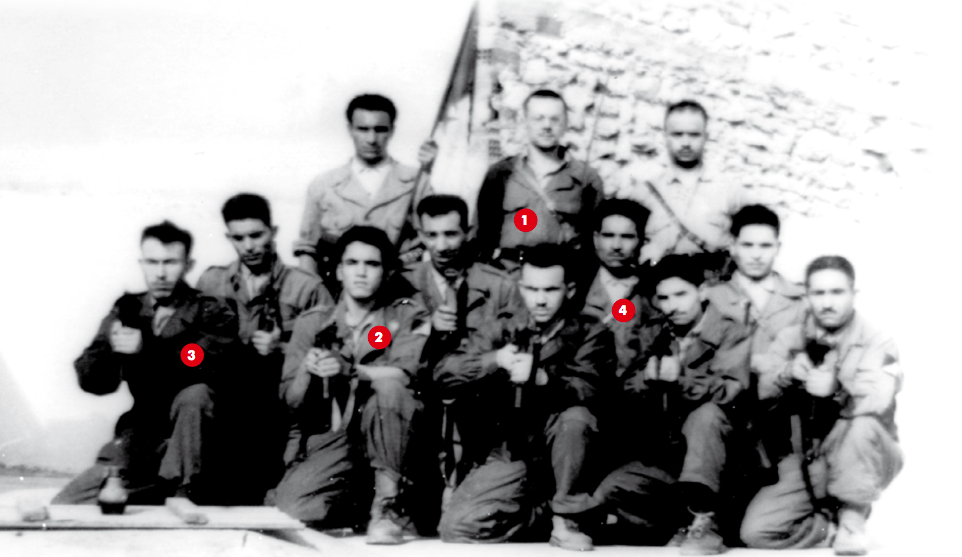
مجموعة مالڨا (MALG)

كان يرئس الوزارة عبد الحفيظ بوصوف وكانت تعتبر أول جهاز مخابرات جزائري كلف بمهمة الاستطلاع العسكري والتسليح والتنسيق بين قادة الولايات التاريخية العسكريين، كان لها عدة فروع داخل وخارج الوطن بالمغرب (وجدة) وليبيا أهمها مركز ديدوش بطرابلس (ليبيا)
من بين الضباط الذين كانوا في وزارة التسليح والاتصالات العامة:
دفعة العربي بن مهيدي والتي كانت تضم: حجاج مليكة، ميري رشيدة، حميد غزالي، عبد السلام شلالي، بري مصطفئ، محمد سماش، خرزابي إسماعيل، عبد الله خالف (قاصدي مرباح)، مسعود زقار، عبد القادر خالف (كمال)، علي تونسي (الغوثي)، نور الدين زرهوني (يزيد)، أحمد زرهوني (فرحات)، حاج غزوت (ناصر)، محمد لعلئ (قدور)، عبد العزيز بوتفليقة (عبد القادر)، عبد الحميد تمار (عبد النور)، حسان بلجلطي (عبد الرزاق)، محمد بروان، بوعلام بسايح (لمين)، دحو ولد قابلية، بلمهمل حاج سليمان، محمد لمقامي
تم تأسيس مدرسة لتدريب الاطارات مدرسة الاطارات (L'école des cadres): كان دور هذه المدرسة هي تدريب الضباط وأول مركز لتدريب الاطارات كان بوجدة (المغرب) حيث تبرعت عائلات ثريتان بمنازل وهم عائلة بوعبد الله وعائلة بن يخلف

## فروع

### وزارة التسليح والاتصالات العامة (MALG)

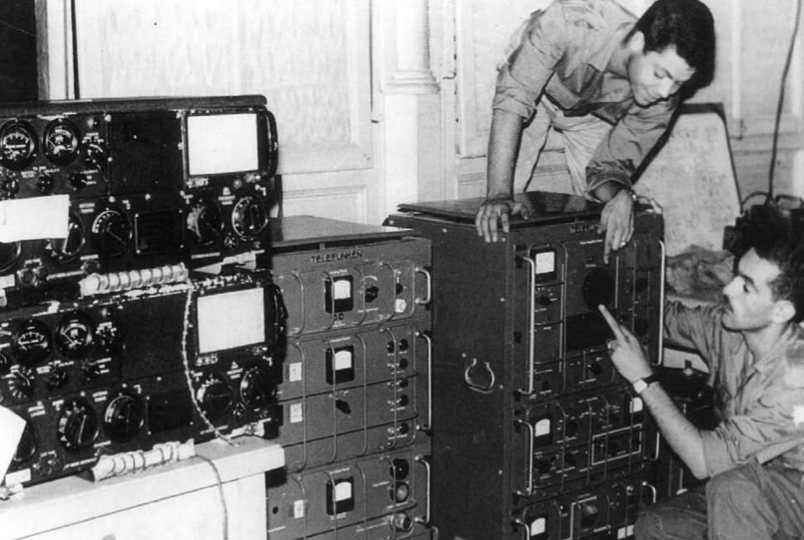
مديرية الاشارة والشيفرة (DTN)

مركز ديدوش: مركز ديدوش بطرابلس كان يضم عدد كبير من الضباط ويحتوي علئ عدة فروع (فرع للاستخبارات والتحليل - فرع للارشيف - الإذاعة)، حيث كانت تطبخ فيه كل الامور المتعلقة بالتحرك السياسي لجبهة التحرير الوطني كما كان يقوم الفرع بتحليل تقارير العملاء من داخل وخارج الوطن ومن بين أهم فروع مركز ديدوش هو فرع اليقظة (La vigilance) الذي كانت مهمته هي حماية الثورة.

### مديرية الإشارة والشيفرة (DTN)
كان مركزها بوجدة، (المغرب) قرب الحدود وكانت مهمة هذا المركز هو التنصت والإرسال اللاسلكي عن طريق المورس (باستعمال الشيفرة) بالاتصال بوحدات جيش التحرير الوطني في الولايات التاريخية.

### مديرية اليقظة ومكافحة التجسس (DVCR)
مهمة هذا الفرع هو الاستخبارات وزرع العملاء في صفوف العدو والاستطلاع السياسي والعسكري.

### مديرية التوثيق والاستعلامات الخاصة بالمعلومات العسكرية
مهمة هذا الفرع هي الاستخبارات العسكرية ودعم جيش التحرير الوطني بالمعلومات.

### مديرية الاتصالات العامة المختصة مع الخلايا العسكرية
كانت مهمة هذا الفرع هو التنسيق مع الخلايا العسكرية لجيش التحرير الوطني عبر الولايات التاريخية.

### مديرية الدعم اللوجستي والتجهيز
كان دور هذه المديرية هو تمويل الولايات التاريخية وتسليح جيش التحرير والاشراف على الجانب اللوجستي والمالي.

## نشاطها في الخارج
نشطت خاصة في الدول الاشتراكية كالاتحاد السوفيتي والصين وفيتنام وكوبا للمساعدة والتسليح والدعم المالي، كما كانت تشرف على الاستخبارات.

## حل الوزارة
أثناء معاهدة ايفيان بين جيش وجبهة التحرير الوطني (الحكومة الجزائرية المؤقتة) وبين السلطات الفرنسية برئاسة ديغول، نشاء أول خلاف مزق الثوار الجزائريين فهناك من كان يرئ أولوية السياسي علئ العسكري وهم جماعة الحكومة المؤقتة (GPRA) وهناك من كان يرى اولوية العسكري عن السياسي كالعقيد هواري بومدين الذي كان يشغل منصب قائد الاركان وبعد اتفاقيات إيفيان، وإستقلال الجزائر قام هواري بومدين الذي عين وزيرا للدفاع بالانحياز لأحمد بن بلة ودعم الجيش للاخير لمنصب الرئاسة ما دفع أعضاء الحكومة المؤقتة لمعارضة الامر وتم سجن بعضهم ونفي معظمهم وبما أن عبد الحفيظ بوصوف انحاز الئ الحكومة المؤقتة تم الإستغناء عنه وحل وزارته والتزم الصمت الئ غاية وفاته، وتم إنشاء وزارة الدفاع اما رجال بوصوف قام بومدين بادماجهم في مديرية الامن العسكري الجزائري.

## الجمعية المسماة بها
سميت عنها جمعية بعد الاستقلال تدافع عنها وعن أعضائها ويرأسها دحو ولد قابلية.

## وصلات خارجية
- وزارة المجاهدين الجزائرين
- أفلام وثائقية حول تاريخ وزارة التسليح والاتصالات العامة: "رسالة للشباب المدعوين إلى الاستلهام من روح التضحية"